# Philippe d'Acarnanie
Philippe d'Acarnanie est un médecin et ami d'Alexandre le Grand, qu’il guérit de la maladie qu’il a contractée en se baignant dans le Cydnos. 
En 334 av. J.-C., Alexandre est victime d'une hydrocution après s'être baigné dans le Cydnos à Tarse. Il reçoit alors une lettre de Parménion qui lui annonce que Philippe, corrompu par l'or des Perses, veut l'empoisonner. Il donne cette lettre à Philippe, au moment où celui-ci lui présente un breuvage, et boit sans la moindre hésitation. Cette confiance n'est pas trompée : l'accusation est fausse et Alexandre guérit.
En 1870 le sujet a été choisi par l'Académie des Beaux-Arts pour l'obtention d'une médaille d'or et d'une bourse qui ont été remportées par Henryk Siemiradzki avec sa toile  Confiance d'Alexandre de Macédoine en son médecin Philippe.